# 莫列特德尔巴列斯
莫列特德尔巴列斯（西班牙語：Mollet del Vallés，加泰隆尼亞語發音：[muˈʎɛd dəl βəˈʎɛs]；意为“巴列斯的莫列特”）是西班牙加泰罗尼亚巴塞罗那省的一个市镇。总面积11平方公里，总人口4727人（2001年），人口密度4297人/平方公里。